# Lygodactylus miops
Lygodactylus miops este o specie de șopârle din genul Lygodactylus, familia Gekkonidae, descrisă de Günther 1891. A fost clasificată de IUCN ca specie cu risc scăzut. Conform Catalogue of Life specia Lygodactylus miops nu are subspecii cunoscute.